# Дом Гайдара
Дом Гайда́ра (также Дом Пестовых) — исторический памятник, расположенный в Екатеринбурге по адресу Набережная Рабочей Молодёжи, дом № 23.
В 1927 году несколько месяцев в доме снимал комнату и проживал писатель Аркадий Гайдар, что послужило поводом для увековечивания здания в виде памятника истории и архитектуры. Статус памятника был присвоен решением исполнительного комитета Свердловского областного Совета народных депутатов от 11 января 1980 года.
На протяжении XX века домом владели представители семьи Пестовых. Главный дом усадьбы сильно пострадал от пожара в 2006 году, огонь задел и комнату, где в своё время жил писатель. В 2015 году здание было продано в областную собственность. К открытию Ельцин-центра в ноябре 2015 года дом Гайдара закрыли баннером, посчитав его вид непрезентабельным. По состоянию на 2020 год, в выкупленном у собственников доме планировалось разместить кафе-музей карикатуры.

## Архитектура
Двухэтажный полукаменный дом с мезонином в плане имеет приближённую к квадрату форму. К северо-западному углу примыкает небольшой дворовый пристрой. Здание расположено на берегу городского пруда на красной линии. Главный восточный фасад выходит на Набережную и имеет асимметричную планировку из двух частей, каждая из которых выделена лопатками. Для декорирования фасада верхнего этажа использованы наличники, лопатки и карнизы с пропильной деревянной резьбой, основанной на мотивах народного деревянного зодчества. Начиная с 1880-х годов, такой тип построек получил широкое распространение среди среднего сословия в Екатеринбурге — купцов средней руки, чиновников, торговцев, мещан.
Дом венчает объём мезонина с фронтоном и деревянным балкончиком с двускатной кровлей. Из первоначального интерьера к 2007 году сохранились штукатурные профилированные тяги в комнатах верхнего этажа, потолочные розетки с центрическим рисунком, печь с декоративными элементами поверхности, а также деревянное ограждение лестницы.

## История

### Строительство и первые владельцы
Главный дом бывшей усадьбы был построен по проекту В. В. Коновалова в 1890-е годы на северной окраине Екатеринбурга, на территории Ссыльной слободы. В комплекс усадьбы входили также баня, конюшня и сад. В саду при доме росли персидская сирень, яблони (антоновка, белый налив, ранетка), вишня.
Сведения о первоначальном собственнике дома не сохранились. Известно, что в 1908 году дом был куплен Николаем Пестовым за 8000 рублей, взятыми в долг у своего начальника, шадринского купца первой гильдии Филиппа Соснина. Николай Трофимович Пестов (1861—1913) был сыном вятского крестьянина Трофима Дементьевича Пестова, 1 июля 1902 года поступил в приказчики первого класса к Потомственному почётному гражданину, шадринскому купцу первой гильдии Филиппу Алексеевичу Соснину с жалованием 1200 рублей в год. После переезда в Екатеринбург обзавёлся семьей — всего было пятеро детей, остро встал вопрос жилья и Пестову удалось убедить купца дать ему деньги в долг на приобретение дома на Тимофеевской набережной (сейчас Набережная Рабочей Молодёжи). Предварительно он застраховался. В то время страховали только на 4 тысячи, но он сумел два раза застраховать себя. Об этом сохранились соответствующие документы — одной из страховых фирм была компания из Нью-Йорка.
В 1910 году жена Николая Трофимовича Анастасия Георгиевна Пестова посадила в саду ель (срублена вместе с вырубкой сада в 2006 году). В доме была проведена канализация, на первом и втором этажах были туалеты и умывальни. В 1913 году Пестов умер от воспаления легких, а дом перешёл его жене Анастасии Георгиевне, которой удалось получить страховку, но какое-то время ещё пришлось продолжить работу у Соснина
В советское время дом не был национализирован, оставаясь в собственности Пестовых. В 1920-е годы дом сдавался квартирантам. В конце января 1927 года писатель Аркадий Гайдар устроился в газету Уральский рабочий, где опубликовал 12 фельетонов, очерк «3000 вольт», повесть «Лесные братья». Первое время Гайдар проживал в гостинице, что ему очень не нравилось. Затем он заинтересовался возможностью снять жильё на берегу городского пруда. И Анастасия Григорьевна дала ему комнату с выходом на солнечную сторону. Тогда же он, по всей видимости, начал писать повесть «Школа».

— И в 1927 году приехал в город Гайдар Аркадий Петрович. Он сначала поселился в гостинице, что ему очень не понравилось. И проходя по городу, ему понравилось это место — центр города, на берегу городского пруда, во дворе — сад. И бабушка дала ему самую хорошую комнату с выходом на солнечную сторону. По воспоминаниям моего отца, сон у Гайдара был очень тяжелый, сложный. Ему постоянно снились кошмары. Железная кровать и спинки были постоянно все погнуты.
— Анатолий Пестов, внук Н. Т. Пестова, владелец дома до 2015 года

### Снос застройки бывшей Ссыльной слободы
Большую часть старой застройки бывшей Ссыльной слободы снесли в 1970-е — 1980-е годы. В то время по распоряжению первого секретаря Свердловского обкома Бориса Ельцина здесь развернулось масштабное строительство высотного здания Дома Советов, затем — Свердловского театра драмы. Дом Гайдара остался лишь благодаря тому, что связан с личностью писателя, ещё один дом — соседний с ним деревянный одноэтажный особняк первой половины XIX века — оставили как кусочек старого Екатеринбурга.

### XXI век
В середине 2000-х годов в непосредственной близости от здания началось строительство бизнес-центра «Демидов» и вспомогательные постройки усадьбы были снесены. В 2004 году Правительство Свердловской области принимало постановление о переносе памятника в директивном порядке, но после протеста прокуратуры в адрес действующего на тот момент премьера Алексея Воробьёва это постановление было отменено. 23 декабря 2005 года распоряжением главы Екатеринбурга Аркадия Чернецкого застройщик бизнес-центра получил предварительное согласование места под размещение объекта капитального строительства и право перенести памятник истории и культуры. Однако к 15 января 2007 года прокуратура Свердловской области опротестовала распоряжение и мэрия была вынуждена его отменить.
11 апреля 2006 года сотрудниками ЗАО «Клаас-Строй» был вырублен сад при доме. В июне 2006 году на его территории был незаконно установлен бетонный забор.
28 августа 2006 года, когда собственник дома Анатолий Пестов уехал в отпуск, был совершён поджог дома — в него кинули бутылку с зажигательной смесью, в результате чего сгорела часть второго этажа, где жил Гайдар в 1927 году. Уголовное дело по факту поджога было возбуждено 6 сентября 2006 года. Расследование неоднократно приостанавливалось, но, как установила прокурорская проверка, необоснованно. Оперуполномоченные так и не смогли установить личность поджигателей. 11 ноября 2006 года неизвестные устроили пожар в соседнем деревянном доме, предварительно отравив охранявшую его собаку, — пламя вновь задело и дом Гайдара.
Анатолий Пестов начал за свой счёт восстанавливать дом, но без соблюдения исторической аутентичности — был возведён пристрой и установлены современные пластиковые окна, крыша здания из кровельного железа была заменена на не характерную для архитектуры Урала черепицу. Не был восстановлен рисунок переплетов окон и кованый навес над крыльцом.
В январе 2007 года было возбуждено уголовное дело по факту уничтожения деревьев возле «Дома Гайдара». Предварительное следствие по уголовному делу неоднократно приостанавливалось, однако постановления о приостановлении расследования также были отменены прокуратурой как незаконные и необоснованные.
Владелец ЗАО «Клаас-Строй» Марс Шарафулин впервые дал комментарий по поводу дома Гайдара в 2008 году: «Сначала Пестов пытался обменять своё здание на 200 м² в нашем деловом центре, после отказа он стал просить у нас 3 млн евро. Мы готовы вести с ним переговоры, но в пределах разумного. На деле же выходит, что Пестов, используя статус памятника архитектуры, хочет лишь нажиться за наш счёт».
В апреле 2008 года руководством ЗАО «Клаас-Строй» было направлено письмо в адрес министра культуры Свердловской области Натальи Ветровой с просьбой выяснить, не утрачено ли у дома-памятника то историко-культурное значение, которое послужило основанием присвоения зданию статуса объекта культурного наследия, и в случае, если статус утрачен, поставить вопрос об исключения дома из реестра объектов культурного наследия. В случае же, если историко-культурный потенциал здания можно восстановить, поставить вопрос о смене собственника здания — например, изменив статус здания на дом-музей, перевести его в областную собственность, поскольку, пока собственником является физическое лицо, привлечение стороннего финансирования для его восстановления невозможно.
В 2013 году исполнительный директор Ельцин-центра Александр Дроздов обратился в прокуратуру из-за свалки строительных и бытовых отходов у дома Гайдара. В результате проверки 6 июня 2013 года прокуратура Екатеринбурга обязала Анатолия Пестова ликвидировать свалку, также было установлено, что владелец не исполняет обязанности по содержанию объекта культурного наследия: не восстановлены рисунок переплетов окон, покрытие крыши с парапетным ограждением, навес над крыльцом. Пестова обязали привести здание в порядок, устранив нарушения.
Осенью 2013 года Анатолий Пестов выставил дом на продажу за 45 млн рублей.
В октябре 2014 года был снесён соседний деревянный дом, построенный по проекту известного екатеринбургского архитектора Карла Турского ещё в первой половине XIX века в стиле классицизм. Этот дом, несмотря на свой почти двухсотлетний возраст, так и не был включён в список объектов культурного наследия. Дом Гайдара остался единственной дореволюционной постройкой на бывшей Тимофеевской набережной.
24 апреля 2015 года губернатор Свердловской области Евгений Куйвашев договорился о выкупе дома у Пестова за 35 миллионов рублей. Дом планировалось отремонтировать и привести в порядок за счёт области, после чего разместить в нём музей. К открытию Ельцин-центра в ноябре 2015 года дом Гайдара закрыли баннером, посчитав его вид непрезентабельным.
К настоящему моменту судьба и назначение здания не определены. В 2015 году МУГИСО планировало разместить в здании выселенный из гостиницы «Большой Урал» Музей камня В. А. Пелепенко. В 2016 году появилась информации, что Дом Гайдара передадут Ельцин-центру, а по завершении реставрационных работ использовать в качестве офисного цента. Позднее отказались и от этой идеи, к осени 2020 года в здании планировали разместить кафе-музей карикатуры иллюстратора «Красной Бурды» Максима Смагина.